# 蒙雷语
蒙雷语是一系列主要分布在缅甸的佤德昂语支语言，在老挝、中国亦有分布。Hall (2017)报告称，Tai Loi是掸语中“台山”的概称，指数种户语支、佤语支、西佤德昂语支语言，而不是单一一种语言。掸语外名“tai loi”可以指：
- 西佤德昂语支：德昂语
- 拉墨语支：拉墨语
- 户语支：木阿克语、莫克语
- 佤语支
  - 佤语：蒙云语、萨怀克语等
  - 布朗语：Phang、Kontoi、Pang Pung等

另外，《民族语》（第21版）引Schliesinger (2003)，列出老挝琅南塔省辛县Ban Muang一种蒙雷语方言Doi，是一种濒临灭绝的方言，使用族群截至2003年约有600人、80户。Schliesinger (2003)报告称，老年Doi使用者能理解布朗语。